# Кобзистий Олег Павлович
Олег Павлович Кобзистий (нар. 11 серпня 1967, Київ, Українська РСР, СРСР) — український дипломат. Тимчасовий повірений у справах України в Королівстві Марокко (2007—2008). Тимчасовий повірений у справах України у Франції (з 2014).
Тимчасовий повірений у справах України в Республіці Казахстан (2019-2020).

## Біографія
Народився 11 серпня 1967 року у місті Києві. У 1991 році закінчив факультет романо-германської філології Київського національного університету ім. Т.Шевченка. Володіє іноземними мовами: російською, французькою та англійською.
У 1991—1993 рр. — вчитель іноземних мов в київській середній школі № 161;
У 1993—1994 рр. — комерційний директор МП «АЗОРТ»;
У 1994—1998 рр. — третій, другий, перший секретар відділу країн Західної Європи Другого Територіального Департаменту МЗС України;
У 1998—2002 рр. — другий секретар Посольства України у Французькій Республіці;
У 2002—2004 рр. — перший секретар Другого Територіального Департаменту Міністерства закордонних справ України;
У 2004—2005 рр. — перший секретар Посольства України в Королівстві Марокко;
У 2005—2007 рр. — радник Посольства України в Королівстві Марокко;
У 2007—2008 рр. — Тимчасовий повірений у справах України в Королівстві Марокко;
У 2008—2010 рр. — радник Другого Територіального Департаменту Міністерства закордонних справ України;
У 2010—2014 рр. — радник Посольства України у Французькій Республіці.
З червня 2014 року — Тимчасовий повірений у справах України у Французькій Республіці.